# Lala (Unlocked)
«Lala (Unlocked)» es una canción de la cantante y compositora estadounidense Alicia Keys junto a Swae Lee. Se lanzó a través de RCA Records como el sencillo principal de su octavo álbum de estudio, Keys, el 9 de septiembre de 2021.

## Antecedentes y lanzamiento
Keys anunció la canción en las redes sociales el 1 de septiembre, publicando un fragmento de la canción y la portada del sencillo. Un fragmento de 30 segundos de la canción se publicó en el canal de YouTube de Keys el 4 de septiembre de 2021. En una entrevista en Apple Music con Zane Lowe, Keys explicó el proceso creativo de la colaboración con Swae: «Me gustó su energía y cómo acabamos de escribir la canción… pero lo que me encanta es que podrías ver a Swae en mi disco y puede que esperes algo, o puede que no esperes nada. No estoy segura de lo que la gente espera, pero lo que me encanta es que personalmente siento que nunca antes habías escuchado a Swae así».

## Composición y lírica
Es una canción de R&B que contiene una muestra «In the Mood» de Tyrone Davis. Swae Lee canta la parte de la canción «Enciende el incienso / Sin mencionar / La piel como el whisky / Ella es fría como en las rocas», mientras que Keys «Los sentimientos se pierden en la lala».

## Recepción crítica
Rolling Stone llamó a la canción sensual y escribió que Keys y Lee «intercambian líneas coquetas» en la canción. En Rap-Up se escribió que Keys y Lee «muestran su química mientras intercambian versos borrachos de amor». En su reseña del álbum, Liam Inscoe-Jones de The Line of Best Fit llamó a la canción pulida, pero opinó que la canción debería haber estado en el lado original del álbum.

## Presentaciones en vivo
Keys y Swae Lee interpretaron la canción en los MTV Video Music Awards 2021 el 12 de septiembre de 2021. Su actuación fue transmitida desde Liberty State Park. Rolling Stone escribió que Keys cantó una «interpretación sensual» de la canción, mientras que en Vibe se comentó que la «química creativa» de ambos artistas se tradujo del estudio de grabación al escenario. USA Today clasificó la actuación como la quinta mejor actuación del programa, mientras que Paste la nombró una de las mejores actuaciones, comentando que «la voz fuertemente autoajustada de Swae Lee contrastaba bastante con el canto suave y sin esfuerzo de Keys». Mientras que en una reseña negativa en New York Post comentó que la actuación «fue bastante olvidable».

## Posicionamiento en las listas
| Listas (2021)                    | Mejor posición |
| -------------------------------- | -------------- |
| Estados Unidos (Adult R&B Songs) | 25             |
| Estados Unidos (Hot R&B Songs)   | 20             |